# معالجة اللغة في الدماغ
تُشير معالجة اللغة إلى الطريقة التي يستخدم بها البشر الكلمات للتعبير عن الأفكار والمشاعر، وعن كيفية معالجة هذه الرسائل وفهمها. تُعتبر معالجة اللغة مقدرةً فريدة خاصة بالبشر لا يمكن إنتاجها بنفس الفهم القواعدي أو النظام حتى لدى أقرب أقارب البشر من الرئيسيات.
طوال القرن العشرين، كان النموذج المهيمن لمعالجة اللغة في الدماغ هو نموذج غيشفيند ليشتايم فيرنيك المبني أساسًا على تحليل المرضى ذوي الأدمغة التالفة. على كل حال، نظرًا إلى التطورات الطارئة على التسجيلات الكهربية الفيزيولوجية في قشرة الدماغ لدى القردة والبشر، بالإضافة إلى التقنيات غير الغازية مثل الرنين المغنطيسي الوظيفي، والتصوير المقطعي بالإصدار البوزيتروني، ومخطط مغناطيسية الدماغ، ومخطط كهربائية الدماغ، كُشف عن وجود سبيل سمعي مزدوج. وفقًا لهذا النموذج، هناك سبيلان سمعيان يربطان القشرة السمعية بالفص الجبهي، يؤدي كل سبيل منهما أدورًا لغوية مختلفة. السبيل السمعي البطني مسؤولٌ عن التعرف على الأصوات، وتبعًا لهذا يُعرف باسم سبيل «ماذا» السمعي. السبيل السمعي الظهري لدى البشر والرئيسات مسؤولٌ عن تحديد مصادر الصوت، وهكذا يُعرف باسم سبيل «أين» السمعي. لدى البشر، السبيل السمعي هذا (وخصوصًا في نصف المخ الأيسر) مسؤولٌ أيضًا عن إنتاج الكلام، وتكرار الكلام، وقراءة الشفاه، والذاكرة الصوتية العاملة، والذاكرة طويلة الأمد. وفقًا لنموذج «من أين إلى ماذا» لتطور اللغة، فسبب اختصاص السبيل الظهري السمعي بهذا النطاق الواسع من الوظائف يعود إلى أن كلًا منها يشير إلى مرحلة معينة من مراحل تطور اللغة.
تقع بداية التقسيم بين السبيلين السمعيين في العصب السمعي حيث يدخل الفرع الأمامي في النواة القوقعية الأمامية في جذع الدماغ الذي ينشئ السبيل السمعي البطني. يدخل الفرع الخلفي إلى النواة القوقعية الظهرية والبطنية الخلفية لينشئ السبيل السمعي الظهري.
يمكن لمعالجة اللغة أن تحدث أيضًا في ما يتعلق بلغات الإشارة والمحتوى المكتوب.

## النماذج الأولى في اللغويات العصبية
طوال القرن العشرين، هيمن نموذج فيرنيك ليشتهايم غيشفيند على معرفتنا بمعالجة اللغة في الدماغ. يقوم نموذج فيرنيك ليشتهايم غيشفيند بشكل أساسي على الأبحاث التي أُجريت على الأفراد ذوي الأدمغة التالفة والذين تبين أنهم يعانون من عدة اضطرابات متعلقة باللغة. بموجب هذا النموذج، تُدرَك الكلمات عبر مركز استقبال خاص بالكلمات (منطقة فيرنيك) موجود في الموصل الصدغي الجداري الأيسر. تنقل هذه المنطقة بعد ذلك الكلمة إلى مركز إنتاج الكلام (منطقة بروكا) الموجود في التلفيف الجبهي السفلي الأيسر.
وفقًا للاعتقاد السابق، وبُحكم مرور جميع المُدخلات اللغوية عبر منطقة فيرنيك، ومرور جميع المُخرَجات اللغوية عبر منطقة بروكا، فقد صار من الصعوبة بمكان التعرف على الخصائص المحددة لكل منطقة. إن غياب التعريف الدقيق لإسهام كل من منطقتي فيرنيك وبوركا في اللغة البشرية جعل عملية التعرف على نظيرتها لدى الرئيسات صعبةً كذلك. على كل حال، مع قدوم التصوير بالرنين المغناطيسي وتوظيفه في تحديد الآفات، ظهر أن النموذج أعلاه قد بُني على علاقات مترابطة خاطئة بين الأعراض والآفات. أدى تفنيد هكذا نموذج مؤثر ومهيمن في مجال اللغويات العصبية إلى فتح الباب أمام نماذج جديدة لمعالجة اللغة في الدماغ.